# Bulbophyllum illudens
Bulbophyllum illudens är en orkidéart som beskrevs av Henry Nicholas Ridley. Bulbophyllum illudens ingår i släktet Bulbophyllum och familjen orkidéer.
Artens utbredningsområde är Sumatera. Inga underarter finns listade i Catalogue of Life.